# F-14 томкет
F-14 томкет (енгл. Grumman F-14 Tomcat) је амерички надзвучни, борбени, морнарички, двомоторни авион 3. генерације, двосед, с променљивом геометријом крила. Геометрија крила се мења, с аутоматском изменом угла стреле, од 20 до 68 степени. F-14 је развијен из програма морнаричког експерименталног ловца VFX, након неуспеха пројекта F-111B. Он је био први амерички серијски ловац, који је развијен на искуству борби у ваздушном простору Вијетнама, против руских МиГ-ова. Посебно су значајна та искуства из борби између ловачких авиона F-4 фантом и МиГ-21.
F-14 је полетео у децембру 1970. године, први примерак је распоређен 1974. на амерички брод носач авиона Ентерпрајз (CVN-65). Оперативно је заменио F-4 фантома. F-14 је био примарно намењен за борбу за превласт у ваздушном простору у оквиру Америчке ратне морнарице, пресретачку одбрану флоте и за тактичко извиђање. У 1990. години му је додата намена дејства на малој висини, напад ваздух-тло.
Током 1980-их година, Иран је користио F-14 као копненог пресретача у Ирачко-иранском рату. Ирански Томкети су тада оборили најмање 160 ирачких авиона, док је само 14 иранских Томкета изгубљено. Око половине ових губитака је било због разних отказа, тј. несрећа.
Томкет је био у оперативној употреби, у Америчкој ратној морнарици, у временском периоду од 1974 – 2006. године. Званични датум престанка оперативне употребе Томкета, у Америци, је 22. септембар 2006. године. Наследили су га савременији авиони F/A-18 хорнет и F/A-18E/F супер хорнет.
После престанка оперативне употребе у САД, Томкет је остао у употреби једино још у Ирану.
Произведено је укупно 712 примерака авиона Томкет.

## Тактичко-технички захтеви
Крајем шездесетих година двадесетог века, Ратна морнарица је тражила обнову своје борбене авијације. Покренут је програм F-14 томкет, када је постало очигледно да су присутни значајни проблеми са F-111B, морнаричком варијантом тактичког експерименталног ловца (TFX), првенствено преко прекорачења тежине и недовољне покретљивости и да то неће бити превазиђено према потребама морнарице. Брзине полетања и слетања F-111B, биле су велике, за дужину расположиве полетно-слетне стазе на носачима авиона. Тада је Граман добио задатак да предложи одговарајући свој пројекат.
Захтев морнарице је био за ловца који ће ефикасно штитити флоту противваздухопловном одбраном (FADF), примарном улогом пресретања совјетских бомбардера, пре него што лансирају ракете на бродове. Морнарица је такође захтевала да авион поседује карактеристике својствене супериорности у ваздуху. Морнарица се оштро противила програму TFX, који је обухватио захтеве ваздухопловства за напад авиона на малим висинама, страхујући да би компромис осакатио авион. Војни врх је желео један авион који ће задовољити оба вида и смањити укупне трошкове развоја. Претходни пример Фантома који је програм морнарице, а усвојен је и од стране ваздухопловства је имао прилику да се опет понови са негативним последицама.
У блиској борби у ваздушном простору, против совјетских ловаца, Фантом је показивао недостатке у маневарским способностима и у борбеним карактеристикама. Код Фантома су уочени и пропусти у концепцији. Посебно је карактеристична заблуда минимизације улоге ватреног оружја у блиској борби и његовог изостављања из сталног наоружања. Прецењена је улога ракета с инфрацрвеним (IC) навођењем у блиској борби. Испоставило се у Вијетнаму, у борби с миговима, као велики недостатак Фантома што нема топ у завршној фази борбе, после преживљавања ракетног двобоја. Тај недостатак није сасвим отклоњен ни с ношењем топа у подвесном контејнеру.
Захтевима за наредни авион је и тражено значајно смањивање минималне а повећање максималне брзине лета. Затим је тражено померање границе стабилног лета на великим нападним угловима. Посебно су постављени високи захтеви за перформансе радара и домета ракета с полуактивним радарским вођењем.
Конгрес САД је 1968. одобрио буџет за финансирање развоја и производње тога авиона за Ратну морнарицу, те је отпочела кампања за његову дефиницију, у циљу обезбеђења супериорности над новим совјетским Су-24, МиГ-23 и МиГ-25. Морнарица је поставила захтев за развој морнаричког авиона (RFP), преко експерименталног програма (VFX). VFX је дефинисан као тандем двосед, двомоторни ловац ваздух-ваздух са максималном брзином, сагласно Маховом броју 2,2. Захтев је обухватио уградњу топа М61 вулкан за блиску секундарну ваздушну подршку. Такође су захтеване ракете ваздух-ваздух AIM-54 феникс у комбинацији са AIM-7 спероу и AIM-9 сајдвиндер.
При дефинисању захтева и концепције Томкета, пренета су добра решења и доказане технологије са одбаченог пројекта F-111B.

## Развој
Примљене су четири понуде, од фирми General Dynamics, Граман, Линг-Темко-Ваут, Макдонел Даглас и Норд Американ Роквел. Прихваћена је понуда Грамана и с њима је закључен уговор, који у своме пројекту поново користио на моторе TF30 као у F-111B. Пројекат је и даље био највећи и најтежи од свих америчких морнаричких ловачких авиона. То је последица захтева да носи велики радар AWG-9, ракете AIM-54 феникс и велику количину унутрашњег горива (7.300 kg).
Задржана је концепција промењиве стреле крила, нека решења за наоружање и електронику. Пренета је микропроцесорска технологија и примењена је у серијској производњи авиона, први пут на Томкету. Почетком 1969. је одлучено да се изгради 6 прототипова. Касније је уговор допуњен, због расподеле и убрзања укупног испитивања у лету, за производњу 12 прототипова. Први лет прототипа је обављен 21. децембра 1970. године, на минималном углу стреле крила (20°), без измене истог у целом току лета. Овај прототип се срушио после неколико дана, током слетања, због потпуног отказа хидрауличког система. У овом удесу, авион је потпуно уништен, оба пилота су се успешно катапултирали. Други прототип је полетео 24. маја 1971. године. Програм испитивања је завршен после две године без озбиљних проблема, тако да је почетна оперативна способност постигнута 1973. године. Морнарички корпус Сједињених Држава је првобитно планирао да се F-14 набавља и да се замењују F-4 фантом II.
Лансирање ракете дугог домета АИМ-54 феникс, почело је у априлу 1972. године. Ракета је испаљена на различите циљеве, крстареће ракете и бомбардере при лету на великој висини. Напад на најудаљенији циљ је изведен до 200 km, у априлу 1973. године. Шест ракета АИМ-54 су испаљене, 22. новембра 1973. године, при лету на брзини која одговара Маховом броју од 0.78 и на висини од 7.600 m, у току од 38 секунди, од којих су четири пројектила погодила циљ.
Испитивања су се одвијала отежано, уз високу цену, с неколико губитака авиона и пилота. Карактеристичан случај се десио, да је десети прототип изгубљен због природне смрти пилота, у току лета.
Томкет у четири пројекције.

## Производња
Први серијски авиони су почели излазити из производње и предавани су на оперативну употребу, од октобра 1972. године.
У септембру 1974. године, Носач авиона Ентерпрајз (CVN-65) је испловио у Пацифик, са прве две ескадриле F-14, стациониране на броду. Све у свему, морнарица, укључујући прототипове, преузела је 478 примерака авиона F-14A, који су у оперативној употреби заменили F-4 фантоме и F-8 крусејдере. Производња Томкета је била под великим финансијским притиском, због уговора са морнарицом, са фиксном јединичном ценом. Поред тога, касних седамдесетих година двадесетог века била је посебно велика инфлација у Америци. Срећом, Иран, под Шахом се одлучио да купи 80 примерака Томкета, што је Грумана спасило од стечаја.
Произведено је 37 примерака F-14D, а први су укључени у оперативну употребу у новембру 1990. године, заједно са надограђених 18 примерака F-14A у стандард извиђача F-14D(R). Почетна је била намера да се унапреди цела флота на стандард F-14D, али са крајем Хладног рата процењено је да је то скупо и непотребно. Производња и модификације су одвијани према приказу у табели, десно.

Укупно је произведено 712, а надограђено је у други стандард 50, тако да је укупно прошло кроз производњу 762 примерка авиона Томкет. 

## Опис
Томкет је морао испунити услове морнаричког авиона, да безбедно слеће и полеће с палубе, а да уједно поседује и способност постизања превласт у ваздушном простору. То су веома тешки, а у одређеним сегментима и контрадикторни услови. Полетање и слетање, на палуби брода, условљава мале минималне брзине лета. То значи велики коефицијенат узгона и мало специфично оптерећење крила (однос масе авиона у kg по 1 m² површине крила). Таква решења је тешко реализовати за надзвучни авион, великих брзина. Изабрано је крило променљиве геометрије, у току лета, преко измене угла стреле од 20 до 68 степени. Угао стреле крила се аутоматски мења, са управљањем преко централног рачунара (CP-1166B/A), користећи податке са давача (сензора) о режиму лета.
За полетање и слетање, као и за мале брзине лета, полукрила се постављају на минималну вредност угла стреле од 20 степени. На режиму надзвучног лета полукрила се закрећу уназад, на 68 степени. Током измене брзина, при маневрисању и промени режима лета, аутоматски се полукрила постављају на одговараће оптималан угао стреле. У хитним случајевима и при квару аутоматике, пилот може и ручно управљати системом за измену угла стреле крила. Посебно би било критично да полукрила остану на великој вредности угла стреле при слетању авиона.
Целокупна нападна и излазна ивица, дуж целог размаха крила, је искоришћена за механизацију, за повећање узгона. Пошто целу излазну ивицу заузимају закрилца, није преостало место за крилца. Изабрано је решење, да се уместо с крилцима, управља с авионом око уздужне осе, са спојлерима. На великим, надзвучним брзинама, при великим угловима стреле крила (изнад 57°), спојлери се аутоматски искључују. Тада се управљање, око уздужне осе, реализује с диференцијалним отклањањем полуповршина хоризонталног репа. На стајанци и у бродском спремишту се крила склапају (око осе у правцу тетиве), због скученог смештајног простора на броду носачу.
Стабилан лет и квалитетно управљање је обезбеђено и на великим нападним угловима са целообртним хоризонталним репом и са два вертикална репа с крмама.

У кабини су смештена два пилотска седишта, постављена једно иза другог. Кабина је уграђена на узвишеном делу трупа, тако да је из ње прегледно цело окружење, у кругу од 360°.

У централном, а продужено и у стражњем делу трупа Томкета, су обезбеђена два одвојена моторска простора, који су обликовали тај део у тело које асоцира на „палачинку”. На крајњем задњем делу авиона, односно дела трупа облика „палачинка”, оформљен је дубоки тунел између мотора, који ствара штетни отпор. Међутим, тако добијени део трупа авиона ствара додатни простор за смештај горива, опреме и за поткачињање наоружања. На стражњем делу простора, између мотора, то јест завршни део „палачинке” је благо закривљен према горе, због поништавања момента пропињања, на нултом узгону при надзвучном лету. Слично решење је и код совјетских ловачких авиона МиГ-29 и Су-27, који су пројектовани и развијени много касније. Оваква размакнута уградња мотора је изведена због повећања вероватноће преживљавања авиона, при поготку једног од мотора, са IC ракетом. Недостатак оваквог решења, што је оса потиска мотора на великом краку од осе авиона и при престанку рада једног од мотора, јавља се велики момент скретања. Пилот је приморан, у томе случају, да брзо реагује и да тај момент, с командама вертикалног крмила, поништава, а трајније да га с тримовањем поништи. 
Мотори се напајају с ваздухом преко два велика, правоугаоног облика, оштрих усана, усисника. Усисници су постављени на боковима трупа Томкета, испод кореног дела крила. Рубови усана усисника, у попречној равни, су под оштрим углом уназад, од врха до дна, како би се обезбедила довољна количине ваздуха за моторе и на великим нападним угловима лета авиона. Улази у усиснике су довољно одмакнути од бокова трупа, тако да узимају чисту ваздушну струју, без вртлога и блокаде граничним слојем. Из истих разлога су спуштени, испод кореног дела крила, изван аеродинамичког утицаја истог. Канали усисника су скоро прави, без скретања ваздуха, што смањује губитке у њима. Горња усна усисника, аутоматски мења свој нагиб око шарнира, помоћу рачунара и тако се мења пресек за улаз ваздуха, у функцији режима лета авиона. На тај начин су изведени усисници с променљивом геометријом, то јест оптимизираном регулацијом протока ваздуха према мотору.
Стајни трап је трицикл, с носном ногом. Главне ноге се увлаче у гондоле у кореном делу крила. Носна нога има два точка и увлачи се уназад, у гондолу у предњем делу трупа.

Гориво је смештено у интегралним резервоарима у оба спољња дела кила, по 1.116 литара. У задњи део трупа стаје 2.453 литара, а 2.615 литара је смештено у централном делу трупа, иза кабине. Поред тога постоје још два резервоара у структури трупа, с укупним горивом од 1.726 литара. Укупно унутрашње гориво је запремине 9.026 литара, а спољње, у два подвесна резервоара испод усисника, су 2 х 1.011 литара. Томкет је опремљен и с уређајем за напајање горива у лету. 
Наливна сонда, за пуњење авиона у лету с горивом, је уграђена с десне стране предњег дела трупа.
Аеродинамичке кочнице се налазе на завршном делу трупа, на завршетку палачинка. Састоје се из две плоче које се заједно отклањају с хидрауличким покретачима. Једна плоча је са горње а друга с доње стране палачинка, тако када се отклоне, не мењају момент пропињања авиона.
Испод палачинка је постављена и кука за хватање зауставног конопа на броду носачу.
На самом репном делу трупа је уграђен уређај за против-електронску заштиту.
Томкет има хибридне команде лета, са хидрауличким покретачима на које се преноси жеља пилота преко кинематских полуга. У серво-вентилу се интегрише тај сигнал у јединствен, са електронским из пригушивача и аутопилота. На основу резултујућег сигнала се позиционира покретач односно командна површина. Једино се спојлери управљају с електричним системом. Отпор (супротстављање) пилоту на померање палице се симулира у циљу стварања осећаја о учињеном, помоћу опружног система.
Томкет је врло комплексан авион, за један временски час лета је неопходно средње време рада на његовом одржавању од 50 часова.

### Опрема
Пилотска кабина је за два члана посаде, опремљена са два избацива седишта, типа Мартин-Бејкер GRU-7A, са заједничким провидним поклопцем. На предњем седишту седи пилот авиона, а на задњем је оператор с радаром и осталом опремом. Седишта су опремљена с ракетним моторима, за лансирање приликом њиховог избацивања, у случају присилног напуштања авиона, при свим брзинама лета авиона до 830 km/h, укључујући и услове мировања на земљи (тип седишта „нула-нула”).
У предњој кабини је инструментална табла с потпуним садржајем приказивачких и управљачких уређаја. Пилоту су на располагању три приказивачка екрана за очитавање навигације и тактичких података и системи за управљање с наоружањем, с командама лета и показивачким системом.
У задњој кабини је само најнеопходније понављање управљачких и показивачких уређаја и то само за најнужније потребе извршавања задатка оператора с радаром и с другим сензорима и системима. Међу њима је и екран, са подацима с радара AN/APG-71 и других система и уређаја с којима оператор управља. Оператор помаже пилоту у откривању и праћењу циљева, а при потреби може и да лансира један пројектил.
Томкет је, за свој примарни задатак прислушкивања и откривања противника, опремљен с нападно-навигацијским системом на бази радара . Овај систем има способност да истовремено гађа са шест пројектила, већег домета, а да истовремено прати 24 циља. Антена радара је тањираста, величине 40,64 cm. IFF антена се директно монтира на тањир, с излазном снагом од 10,2 kW. Радар је доплерски, има способност откривања и праћења циљева према горе и према доле (према тлу) и на малим висинама. Базиран је на аналогној технологији, домет му је 230 km.
Прве серије Томкета су биле опремљене с уређајем за детекцију инфрацрвеног (IC) зрачења. Тај систем је замењен са системом ТВ камера, преко којих се визуелно уочава непријатељ. Слика се преноси у обе кабине ради раног откривања циља и предузимање мера за његово уништење.
Рачунар података о лету, користи даваче (сензоре), за статички и динамички притисак и температуру ваздуха и нападни угао крила. На основу обрађених података, рачунар шаље сигнал командама лета за одговарајуће, оптимално позиционирање командних површина. Томкет је још опремљен с опремом: IFF транспондером, испитивачем, радио уређајима за везу, радио-фаром, радио и радарски висиномером и компасом.
Томкет је опремљен с уређајима за против електронске мере и системима радарских и IC мамака, за пасивну противрадарску и IC заштиту.

### Мотори
На F-14А, интегрисана су два мотора Прат енд Витни TF30-P-412 са аксијалном комором сагоревања, турбовентилатор, с потиском, без допунског сагоревања (БДС), од 2 х 56 kN, а са допунским сагоревањем (СДС), од 2 х 95 kN. Овај мотор је настао од TF30-P-12, који је коришћен на F-111B.
Мотор TF30 има 16 степени компресије, три вентилаторска су на једном вратилу, шест ниског притиска су на другом вратилу, а седам високог притиска су на трећем вратилу.
Комора сагоревања је прстенаста.
Лопатице једностепеног кола турбине високог притиска подносе високе температуре, израђене су од легура кобалта. Три кола ниског притиска су од легуре никл-алуминијума.
Мотори TF30 су, у експлоатацији, испољили недостатак. На меким режимима рада се појављивало загушење компресора ваздуха, што је угрожавало његову поузданост.
На варијантама „B” и „D” су интегрисана два економичнија, савременија и поузданија мотора General Electric GE F110-400, потиска БДС од 2 х 56 kN, а СДС 2 х 122 kN.
Оба типа мотора поседују систем за допунско сагоревање, са подсистемом за промену протока издува.

### Наоружање
Томкет је конципиран за надмоћ у ваздушном простору, у периоду хладноратовске трке у наоружању и директних претњи противничкој страни. Пројективан је да преживљава нападе совјетских ракета и авиона и да буде већа претња од њих. Изабран је да одговори овој намени, у улози платформе, за тешку ракету ваздух-ваздух AIM-54 феникс. Ова ракета је подразумевала и интеграцију одговарајућег радара, а то је AN/APG-71. Са спрегнутим овим системима, Томкет открива циљеве удаљене и до 230 km, радаром га забрави на удаљености од 130 km, а лансира ракету на 100 km.
Тражена супериорност у ваздушном простору у свима приликама, диктирала је интеграцију, у структуру авиона, моћног топа М61 вулкан, са бојевим комплетом (БК) од 676 граната. Све остало наоружање, укупне масе до 6.700 kg, Томкет носи на 10 спољњих носача:
- 6 испод трупа,
- 2 испод усисника и
- 2 испод кореног дела крила.

#### Средства интегрисана наТомкету
| - Ракете ваздух-ваздух - AIM-54 феникс - AIM-7 спероу - AIM-9 сајдвиндер - AIM-120 AMRAAM | - Бомбе - Паметне бомбе - Ласерске бомбе - Mk 80 класичне бомбе - CBU-100 кластер бомбе | - Подвесни контејнери - Гориво 2 Х 1.011 литара - Опрема за извиђање - Електронско ратовање | Томкет са ракетама AIM-54 феникс. |

#### Типичне варијанте подвешавања ракета ваздух-ваздух
| - 2× -9 + 6× -54 - 2× -9 + 2× AIM-54 + 3× -7 - 2× -9 + 4× AIM-54 + 2× -7 | - 2× -9 + 6× -7 - 4× -9 + 4× -54 - 4× -9 + 4× -7 | - 4× -9 + 4× -120 - 2× -9 + 6× -120 |

## Варијанте
У периоду од 1969. до 1991. године, укупно је произведено 712 авиона Томкет. Ту производњу сачињавају авиони у варијантама:

### YF-14
У стандарду прототипа произведено је у 12 примерака под ознаком YF-14. На овим авионима, расподељен је укупни садржај испитивања у лету. У току реализације тих задатака, било је неколико губитака авиона и с катастрофалним последицама по пилоте. То је била и последица натегнутих амбиција, изнад нивоа тренутно расположивих технологија. 

### F-14A
F-14A  је серијски авион, произведено их је за америчку морнарицу 545 и 79 + 1 примерака (један није испоручен) за Иран. Последњих 102 авиона, из ове серије, је модифицирано са побољшаним мотором TF30-P-414A. Један, не испоручени авион Ирану, је предат морнарици САД.

### F-14B
F-14A + плус или  F-14B  с побољшаним мотором GE F110-400, је произведен у 38 примерака. Ретроактивно је унапређено 48 авиона F-14A у варијанту „B“. Поред замене мотора, ово унапређење је обухватило и уградњу радара за навођење и упозорење ALR-67. Радар AWG-9 је задржан. Крајем деведесетих година двадесетог века, 67 авиона F-14A је модификовано, с циљем повећања њиховог рока употребе, у побољшану варијанту F-14B.
Мотор ТФ30, од почетка своје употребе на Томкету, имао је проблема са осетљивим компресором, што је авиону смањивало поузданост. На брзим прелазним режимима је долазило до гушења компресора.

### F-14Dсупер томкет
F-14D супер томкет  је настао заменом мотора TF-30, са побољшаним GE F110-400 и заменом система авиоопреме на претходним варијантама. На овом стандарду Томкета је интегрисан нови радар и нова авиоопрема. Укупно је произведено 38 нових авиона у овом стандарду, а ретроактивно је преправљено 18 стандарда F-14A.
За разлику од авиоелектронике на F-14A (где су у већој мери били аналогни системи), F-14D је поседовао дигиталну обраду, засновану на магистрали података стандарда МИЛ-СТД-1553Г, која мултипроцесорски интегрише авионске системе. Ваздухопловним стручним језиком речено, на авиону F-14D је извршена интеграција система на бази магистрале података стандардизоване по стандарду МИЛ-СТД-1553Г.
F-14D користи АСН-130 дигитални инерцијални навигациони систем, који се користи и на F/A-18 Хорнету. АСН-139 је инерцијални навигациони систем са ласерским сензорима, пројектован је тако да буде компатибилан са АСН-130.
На F-14D је удвојен стандардни рачунар лета (Рачунар томкета. F-14D има побољшану детекцију и мерење удаљености до циља. Дигитални процесори обрађују радарске податке, одређују приоритете циљева и врше избор употребе оружја. На F-14A, интеграција пројектила је извршена директно с радаром AWG-9, а на F-14D, то је програмирано у бази података дигиталног управљачког система.
Авиоелектроника, уграђена у F-14D, подешена је за Хјузов радар AN/APG-71. Тај радар је базиран на примени дигиталног процесора и строго усмереној антени, с каналом за смањење сметњи с праћењем угла, што има намену умањења рањивости на ометање. Има излазну снагу од 5 киловата, упоређујући то у односу на 2,8 киловата за F/A-18 Хорнет, што даје представу о његовој моћи. Хорнетов радар је исто супериоран, великог домета и високих способности. Радар AN/APG-71 има и ниске и високе фреквенције понављања импулса. Ниско фреквентни опсег се користи за издвојен циљ, праћење и картирање конфигурације терена, а високо фреквентни се користи за претраге на великим удаљеностима. Хјузов радар AN/APG-71 може истовремено пратити више од 24 циљева, а има домет аквизиције и до 740 km. Користећи везу између ловачких авиона, радар у једном авиону се може ручно искључити, а тада онај из другог авиона, представља заједничке "очи" и он снабдева све системе с подацима, у оба авиона. F-14D. Томкет D, са својим системима, је компатибилан са заједничким тактичким информационим дистрибутивним системом, који интегрише комуникације, оријентацију и идентификацију кодова у јединствену базу података за заједничке услуге корисника.
F-14D је опремљен, испод носног дела трупа, са системом ТВ камера и са IC детектором. Претходне верзије Томкета („A“ и „B“) су имале једно или друго од ових система, али не обоје. Са овим системима се, заједно с радаром, идентификују, прате и приказују циљеви.

## Борбена употреба
Први пут је употребљен у мисијама у Вијетнаму 1975. у операцији америчког повлачења из Сајгона. Од јануара 1976. Ирански Ф-14 је коришћен за пресретање Совјетских и Ирачких МиГова,у чему је био веома успешан. Прво ватрено крштење Ф-14 Томкет је доживео у априлу 1980. када су Ирачки МиГ-21 авиони ушли у ваздушни простор Ирана,као одговор на то,Ирански Томкети су их оборили ракетама Феникс.
Амерички Томкет је имао прво ватрено крштење с Либијским ловцима МиГ-23, 19. августа 1981. године, у инциденту у заливу Сидра. У сукобу су учествовала два Томкета и два авиона МиГ-23. С ракетама кратког домета, испаљеним с Томкета, су оборена оба МиГ-23. У поновљеном инциденту у заливу Сидра, 4. јануара 1989. године, су опет два америчка Томкета оборила два Либијска авиона МиГ-23.
За разлику у односу на море, над копном се Томкет показао далеко угроженији с дејством ракета земља-ваздух совјетске производње. То се показало у Иранско-ирачком рату у односу на претње ракетама Стрела 2 и у Сомалији у односу на ракете Двина. Рањивост, у односу на земаљске ракетне системе, проистиче јер су Томкети масивни циљеви. Из тога искуства је проистекло да су се Томкети више оријентисали на операције изнад мора. Оправданост те предострожности је доказана с губитком Томкета, 21. јануара 1991. године с бројем 161430, код Ал Асад-а, у Ираку. Тада је Томкет оборен с ракетом земља-ваздух Двина.
Томкет је учествовао у рату у Авганистану и прво обарање, са земље, му се десило 11. марта 2002. године.
У оквиру НАТО снага, Томкет је учествовао нападима на Савезну Републику Југославију. У оквиру те мисије је први пут коришћен за прецизна дејства ваздух-земља, с ласерски вођеним бомбама. Те задатке је могао лако реализовати у ситуацији крајње неравноправног односа снага, слабо брањених циљева на земљи и апсолутној превласти у ваздушном простору. Ови авиони су били стационирани на носачима у Јадранском мору. Поред овог прецизног дејства с ласерским бомбама, Томкетова улога је била за евентуално супротстављање југословенским малобројним ловцима, праћење НАТО авиона и за извиђање. Као извиђач је Томкет био једини задужен, у оквиру НАТО снага, за аеро-фото снимање територије СРЈ. По доласку КФОРа на Косово, Томкет је имао мисију ваздушног кишобрана изнад њих.
Већ пред пензију, Томкет је коришћен у рату против Ирака у мисијама извиђања, с носача авиона. Патролирајући изнад војишта, преносио је ситуациону слику у реалном времену.
Борбена искуства с Томкетом су показала да је био неприкосновен као ловац-пресретач. Испоставило се да је лако уочљив и велики циљ, те је као такав и доста осетљив на дејство земаљске против-ваздухопловне одбране. Због те чињенице и због високе цене коштања, на његовим искуствима је развијен мањи и економичнији наследник F/A-18 Хорнет.

## Карактеристике
| Варијанте                                 | F-14A              | F-14B                | F-14D                |
| ----------------------------------------- | ------------------ | -------------------- | -------------------- |
| Варијанте                                 |                    |                      |                      |
| Опште                                     |                    |                      |                      |
| Посада                                    | Двоје              | Двоје                | Двоје                |
| Намена                                    | Пресретач          | Пресретач            | Пресретач            |
| Први лет                                  | 21. децембар 1970. | септембар 1986.      | март 1990.           |
| Геометрија                                |                    |                      |                      |
| Дужина                                    | 19,1 m             | 19,1 m               | 19,1 m               |
| Висина авиона                             | 4,88 m             | 4,88 m               | 4,88 m               |
| Угао стреле                               | 20° / 68°          | 20° / 68°            | 20° / 68°            |
| Распон крила                              | 19,55 m / 11,58 m  | 19,55 m / 11,58 m    | 19,55 m / 11,58 m    |
| Површина крила                            | 52,49 m² /         | 52,49 m² /           | 52,49 m² /           |
| Виткост крила                             | 7,28 / 2,58        | 7,28 / 2,58          | 7,28 / 2,58          |
| Маса и специфично оптерећење крила авиона |                    |                      |                      |
| Празан опремљен                           | 18.186 kg          | 19.047 kg            | 18.947 kg            |
| Нормална полетна                          | 27.215 kg          | 27.766 kg            | 27.766 kg            |
| Максимална полетна                        | 32.805 kg          | 33.061 kg            | 33.718 kg            |
| Унутрашње гориво                          | 7.348 kg           | 7.348 kg             | 7.348 kg             |
| Спољашње гориво                           | 1.723 kg           | 1.723 kg             | 1.723 kg             |
| Мин специф. опт.                          | 347 kg/m²          | 361 kg/m²            | 378 kg/m²            |
| Ном. специф. опт.                         | 518 kg/m²          | 528 kg/m²            | 528 kg/m²            |
| Мах специф. опт.                          | 625 kg/m²          | 642 kg/m²            | 642 kg/m²            |
| Погон                                     |                    |                      |                      |
| Мотори                                    | 2 х Прат енд Витни | 2 х Џенерал електрик | 2 х Џенерал електрик |
| Ознака мотора                             | TF30P-412A         | F110-GE-400          | F110-GE-400          |
| Потисак СДС                               | 2 x 92,9 kN        | 2 x 120,49 kN        | 2 x 120,49 kN        |
| Потисак БДС                               | 2 x 68 kN          | 2 x 73,9 kN          | 2 x 73,9 kN          |
| Перформансе лета                          |                    |                      |                      |
| Мах брзина                                | 2.480 km/h         | 1.990 km/h (М=1,88)  | 2.485 km/h           |
| Брзина крстарења                          | 982 km/h           | 890 km/h             | — km/h               |
| Брзина пењања                             | 229 m/s            | 244 m/s              | 244 m/s              |
| Долет                                     | 3.204 km           | 3.800 km             | 3.800 km             |
| Тактички радијус                          | 1.167 km           | 1.300 km             | 1.300 km             |
| Оперативни плафон                         | 15.250 m           | 16.160 m             | 16.160 m             |

## Томкетмедијски
Томкет, са интегрисаним радаром AN/APG-71, с моћном ракетом Феникс и у комбинацији с осталим наоружањем, дуго је био најмоћније оружје у ваздушном простору. Његове борбене карактеристике су још увек респективне, чак и у поређењу са савременим ловачким авионима 4. 5. генерације. Заостаје за савременим авионима у великој визуелној, топлотној, електромагнетној и пре свега радарској уочљивости. „Пензионисан“ је пошто му те недостатке нису могли минимизарати ни велики домет радара у спрези са убојитом ракетом великог домета Феникс.
У своје време, оперативне употребе, Томкет је важио за супериорног ловца. То се често фигуративно, боксерски дефинисало као предност боксера с више пари, дугачких и брзих руку. Противници му се не могу ни приближити, на дистанцу његовог дејства.
У времену развоја Томкета, технологија је била на нивоу, испод тих захтева, тако да су се та решења скупо пеналисала са трошковима развоја и производње, а понајвише с бројем сати потребног рада на одржавању за један час ефективног лета.
Везано за Томкет, забележена је и историјска чињеница прве погибије жене Каре Калтгрин, професионалног пилота на ловачком авиону. Она је погинула у катастрофи Томкета 25. октобра 1994. године.
Толико је Томкет био карактеристичан са својом супериорношћу, у времену своје оперативне употребе, да је с њим снимљени и акциони филмови Топ ган и Топ ган 2 - Маверик. Коришћен је и у другим акционим филмовима и у видео-играма.

## Корисници

### Садашњи
- Иран[26] око 40 примерака у употреби

### Бивши
- САД (морнарица) избачен из употребе 2006.